# 河井青葉
河井 青葉（かわい あおば、1981年11月16日 - ）は日本の女優、元ファッションモデル。東京都出身。
所属事務所はBreath。

## 来歴
1981年11月16日、東京都に生まれる。
中学時代、15歳の時スカウトされnon-no、PeeWeeなどの雑誌やショーのモデルを務める。20代に入り女優に転身、映画『ガールフレンド』、『ともしび』などで主演。ヌードを辞さない姿勢で、新進監督の作品にも多く出演している。
2016年、第37回ヨコハマ映画祭で、『お盆の弟』と『さよなら歌舞伎町』の演技に対し、助演女優賞を受賞。
2021年、出演作『偶然と想像』（濱口竜介監督作品）が第71回ベルリン国際映画祭コンペティション部門に正式出品され、同作は最高賞に次ぐ審査員大賞である「銀熊賞」を受賞した。
同作で2022年、第35回高崎映画祭で『偶然と想像』の演技に対し、最優秀主演俳優賞を受賞。

## 出演

### 映画
- 爆撃機の眼（2003年、八坂俊行監督） - 主演
- ともしび（2004年、吉田良子監督） - 主演
- ガールフレンド（2004年、廣木隆一監督） - 主演
- MEATBALL MACHINE（2005年、山口雄大・山本淳一監督）
- やわらかい生活（2005年、廣木隆一監督）
- 純喫茶エルミタージュ（2005年、NETCINEMA.TV、及川拓郎監督）
- セックス・エリート（2005年）
- 記憶の香り（2006年、濱口竜介監督）
- キャラウェイ（2006年、日高尚人監督）
- ハヴァ、ナイスデー（2006年、オムニバス、矢崎仁司監督）
- 転生 TENSEI（2006年、元木隆史監督）
- PASSION（2008年、濱口竜介監督)
- 新・大久保探偵事務所（2008年、鈴木祥二郎監督）
- 直下型の女（2008年、タテナイケンタ監督）
- 198X年の歌（2009年、石井裕也監督）
- 超夜明け（2009年、森岡龍監督）
- 地蔵ノ辻（2009年、竹本直美監督）
- ブランコ（2009年、藤田峰人監督）
- 永遠に君を愛す（2009年、濱口竜介監督）
- 妖しき文豪怪談　葉桜と魔笛（2011年、NHKエンタープライズ、塚本晋也監督） - 主演・優子 役
- 女たちの都〜ワッゲンオッゲン〜（2012年、禱映監督）
- 約束（2012年、塩田明彦監督）※ネットシネマ
- 惑星のかけら（2012年、吉田良子監督）
- あたたかい骨（2012年、金允洙監督）
- 莫逆家族-バクギャクファミーリア-（2012年9月、熊切和嘉監督）
- Playback（2012年、三宅唱監督）
- ニュータウンの青春（2012年、森岡龍監督）
- プラチナデータ（2013年、大友啓史監督)
- 不気味なものの肌に触れる（2013年、濱口竜介監督）
- 共に歩く（2013年、宮本正樹監督） - 弓永真由美 役
- 1/11 じゅういちぶんのいち（2014年、片岡翔監督） - ソラの母 役
- 私の男（2014年、熊切和嘉監督） - 大塩小町 役
- さよなら歌舞伎町（2015年、廣木隆一監督） - 藤田理香子 役
- マエストロ！（2015年、小林聖太郎監督） - 榊涼子 役
- たまこちゃんとコックボー（2015年、片岡翔監督） - 磯野優太の母 役
- お盆の弟（2016年、大崎章監督）
- 罪とバス（2016年、藤井悠輔監督）
- 二重生活（2016年、岸善幸監督）
- だれかの木琴（2016年、東陽一監督）
- 続・深夜食堂（2016年、松岡錠司監督）
- PとJK（2017年、廣木隆一監督）
- こどもつかい（2017年、清水崇監督）
- 東京喰種トーキョーグール（2017年、萩原健太郎監督）
- 望郷（2017年、菊地健雄監督）
- あゝ、荒野（2017年、岸善幸監督）
- レオン（2018年、塚本連平監督）
- 愛しのアイリーン（2018年、吉田恵輔監督） - 吉岡愛子 役
- 名も無き世界のエンドロール（2021年、佐藤祐市監督）
- ひらいて（2021年、首藤凜監督）
- MIRRORLIAR FILMS Season1 「Petto」（2021年、枝優花監督）[6]
- 偶然と想像（2021年、濱口竜介監督） - あや 役
- ミドリムシの姫（2022年、真田幹也監督） - 主演・野上幸子 役
- 人生に詰んだ元アイドルは、赤の他人のおっさんと住む選択をした（2023年、穐山茉由監督）[7]
- あんのこと（2024年、入江悠監督） - 春海 役[8]
- かくしごと（2024年、関根光才監督）[9]
- ルート29（2024年、森井勇佑監督） - 亜矢子 役[10]
- 恋脳Experiment（2025年、岡田詩歌監督） - 山田菫 役[11][12]
- 片思い世界（2025年、土井裕泰監督） - 岡田・妻 役[13]
- 愛されなくても別に（2025年、井樫彩監督） - 宮田愛 役[14]
- 恋に至る病（2025年公開予定、廣木隆一監督） - 入宮嶺久美子 役[15]
- 白の花実（2025年公開予定、坂本悠花里監督）[16]

### テレビドラマ
- 特命係長 只野仁 3rdシーズン 第30話（2007年3月9日、テレビ朝日） - 草野の秘書 役
- 中学生日記（2009年10月、NHK教育） - 御厨 役
- 泣かないと決めた日（2010年1月26日 - 3月16日、フジテレビ） - 林田美穂 役
- 時々迷々（2010年5月、NHK教育） - 文六の母親 役
- 妖しき文豪怪談 「葉桜と魔笛」[17]（2010年、NHK BSプレミアム） - 主演・優子 役
- フレンドシッププロジェクト〜タクのタクシー〜 第3話（2012年、テレビ東京）
- BS時代劇 陽だまりの樹 第5話（2012年5月4日、NHK BSプレミアム）
- 結婚同窓会 〜SEASIDE LOVE〜（2012年、フジテレビTWO）
- ラヴコンシェル〜トランクの女〜（2013年、NOTTV）
- モメる門には福きたる 第6週（2013年、東海テレビ）
- ホリック〜xxxHOLiC〜 第1話（2013年2月24日、WOWOW） - 四月一日の母 役
- ソドムの林檎 第3話（2013年、WOWOW）
- 午前3時の無法地帯（2013年、BeeTV） - 真野 役（レギュラー）
- みんな!エスパーだよ!（2013年4月12日 - 7月5日、テレビ東京） - 二宮サリー 役
- 天魔さんがゆく 第8話（2013年9月9日、TBS） - 着物の女優 役
- 怪奇大作戦 ミステリー・ファイル 第2話（2013年10月12日、NHK BSプレミアム）
- かなたの子（2013年、WOWOW）
- ハクバノ王子サマ 純愛適齢期（2013年10月3日 - 12月27日、読売テレビ） - 黒沢令子 役
- 玉川区役所 OF THE DEAD（2014年10月4日 - 12月20日、テレビ東京） - 町田祥子 役
- イタズラなKiss2〜Love in TOKYO 第12話（2015年2月23日、フジテレビTWO） - 椎名明美 役
- 明日もきっと、おいしいご飯〜銀のスプーン〜（2015年、東海テレビ） - 雨宮真也 役
- 婚活刑事 第7話（2015年8月13日、読売テレビ） - 垣内友理恵 役
- コウノドリ 第4話（2015年11月6日、TBS） - 田中陽子 役
- グーグーだって猫である2 -good good the fortune cat- 第3話（2016年6月25日、WOWOW） - サエコ 役
- 植物男子ベランダー SEASON3（2016年7月14日、NHK BSプレミアム） - 早川椿 役
- 運命に、似た恋（2016年9月23日 - 11月11日、NHK総合） - 秘書・麗子 役
- ヒポクラテスの誓い（2016年10月2日 - 10月30日、WOWOW） - 倉本美代子 役
- 銭形警部 漆黒の犯罪ファイル 第3話（2017年、WOWOW） - CA・吉本 役
- 監獄のお姫さま（2017年10月17日 - 12月19日、TBS） - 北見主任 役
- 名刺ゲーム（2017年12月2日 - 23日、WOWOW） - 大木真琴 役
- ヒトヤノトゲ〜獄の棘〜（2017年3月19日 - 4月23日、WOWOW） - 竹内美代子 役
- 明日への誓い（2018年3月25日、テレビ朝日） - 小宮紗季 役
- シグナル 長期未解決事件捜査班 第1話（2018年4月10日、フジテレビ） - 前川穂波 役
- 相棒 season17 第10話（2019年1月1日、テレビ朝日） - 敦盛貴巳 役
- トレース 科捜研法医研究員の追想 第7話（2019年2月18日、フジテレビ） - 住井葉子 役
- おしい刑事 第2話（2019年5月12日、NHK BSプレミアム） - 野上奈緒 役
- わたし、定時で帰ります。 第8話・第9話（2019年6月4日・11日、TBS） - 吉住 役
- his〜恋するつもりなんてなかった〜（2019年4月9日 - 5月7日、メ〜テレ） - 熊切梓 役
- ボイス 110緊急指令室 第9話（2019年9月14日、日本テレビ） - 本郷千尋 役
- 今夜はコの字で 第5話（2020年2月4日、BSテレ東） - 岸田美子 役
- 科捜研の女 SEASON 19 第34話（2020年3月19日、テレビ朝日） - 篠崎市香 役
- 日曜プライム 遺留捜査（2020年8月9日、テレビ朝日） - 木戸凪子 役
- 連続テレビ小説 エール（2020年、NHK） - 蓮沼タツエ 役
- 年の差婚（2020年12月16日 - 2021年2月19日、MBS） - 竹田紫 役[18]
- ホリミヤ 第2話・3話・最終話（2021年2月24日・3月3日・31日、MBS・TBS） - 堀百合子 役
- 微笑む人（2020年3月1日、テレビ朝日） - 鴨井の隣人 役
- 春の呪い（2021年5月22日 - 6月26日、テレビ東京） - 立花芳江 役
- TOKYO MER〜走る緊急救命室〜 第5話（2021年8月1日、TBS） - 立花彩乃 役
- 密告はうたう 警視庁監察ファイル 第2話・第3話・第5話（2021年8月29日・9月5日・19日、WOWOW） - 宇田庸子 役[19]
- 日本沈没-希望のひと-（2021年10月10日 - 、TBS） - 北川亜希 役[20]
- 就活タイムカプセル（2022年3月27日、TBS） - 朝井真美子 役[21]
- 『星新一の不思議な不思議な短編ドラマ』『地球から来た男』（2022年4月26日、NHK BS4K・BSプレミアム）[22]
- 今度生まれたら (2022年5月8日- 6月19日、NHKBSプレミアム) - 佐川理沙 役
- 家政夫のミタゾノ 第5シリーズ 第7話（2022年6月3日、テレビ朝日） - 阿川梓 役
- 花嫁未満エスケープ 最終話（2022年6月24日、テレビ東京） - Mellows（メロウズ）の社長 役
- 祈りのカルテ（2022年） - 姫井裕子 役
- 今夜すきやきだよ（2023年1月7日 - 3月25日、テレビ東京） - 五十嵐博美 役
- おとなりに銀河（2023年4月3日 - 5月25日、NHK総合） - 五色都 役[23]
- ラストマン-全盲の捜査官- 第4話（2023年5月14日、TBS） - 狩野君香 役
- NHKスペシャル「アナウンサーたちの戦争」（2023年8月14日、NHK総合） - 米良鶴子 役
- 仮想儀礼（2023年12月3日 - 2024年2月11日、NHK BS・NHK BSプレミアム4K） - 島森麻子 役[24]
- 特捜9 season7 第2話（2024年4月10日、テレビ朝日） - 小林沙織 役
- 毒恋〜毒もすぎれば恋となる〜（2024年9月17日 - 12月10日、TBS） - 沙樹 役[25]
- アポロの歌（2025年2月19日 - 4月2日、MBS・TBS） - 近石順子 役[26]
- こんばんは、朝山家です。（2025年7月6日 - 、朝日放送テレビ・テレビ朝日） - 大日向香 役[27]

### CM
- セーブオン
- 日本コカコーラ
- 日立製作所「ポケット洗科」
- 東京ディズニーランド
- サントリー「ごめんね」
- メリアル「フロントライン」
- NTTグループ
- 東京メトロ
- ピエトロ「パスタソース」
- 大塚製薬「ワナナイト」
- モバゲー「モノローグ女性」篇（2011年）
- アットホーム「新しい家族（売買）」篇（2011年 - 2012年）
- 西友 カフェめし「意外」篇（2012年）
- 旭化成 サランラップ「秘密」篇（2012年）
- コーワ 虫よけ当番（2012年）
- 眼鏡市場「知らなかった男」編（2012年 - ） - 西田敏行のマネージャー 役
- RICOH（2013年 - ）
- コーワ アロマモイストクリーム（2013年 - ）
- 三井のリハウス「おばあちゃん編」（2016年 - ）[28]
- 養命酒 (2021年-)

### ミュージックビデオ
- Mr. Children「足音 〜Be Strong」（2014年発売)

### ラジオ
- 劇ラヂ!ライブ 第2回 「恋の大捜査線」（2012年11月23日、NHKラジオ第1）[29]
- FMシアター「アンちゃんといっしょ、未来の家族」（2019年10月26日、NHK-FM）[30]

### 配信ドラマ
- 放課後ていぼう日誌（2023年6月13日 - 、Lemino） - 鶴木陽渚の母 役[31]
- 忍びの家 House of Ninjas（2024年2月15日 - 、Netflix） - 森真由子 役
- 十角館の殺人（2024年3月22日 - 、Hulu） - 中村和枝 役[32]

### 雑誌
- ヤングジャンプ「全国女子高生制服コレクション」（1997年） - ノミネート

## 受賞歴
- 第37回ヨコハマ映画祭・助演女優賞（2016年） - 『お盆の弟』『さよなら歌舞伎町』[2]
- 第35回高崎映画祭・最優秀主演俳優賞（2022年） - 『偶然と想像』